# 李思雅
李思雅（英語：Cindy Lee Si Nga，1985年12月9日—），香港無綫電視（TVB）經理人合約女藝員，2005年度香港小姐競選參賽者，常主持該台的體育節目，現時是皇后娛樂旗下藝人，並為香港甲組足球聯賽球會愉園的打氣隊隊長，同時活躍於各項體育活動，包括網球、匹克球及高爾夫球。
李思雅是前香港女子網球代表隊成員，曾連同林寶權和湯嘉寶代表香港參加協會盃的賽事。

## 簡介
李思雅畢業於趙聿修紀念中學、賽馬會體藝中學及澳洲Essendon Keilor College，墨爾本全球網球學院(TOTAL TENNIS ACADEMY)，出身於運動世家，媽媽陳艷蘭曾經是香港保齡球代表，爸爸和姊姊都熱愛網球。她早於14歲時已贏得網球分齡賽的錦標，並一度放棄到澳洲升學的機會而轉做全職運動員。
2005年參選香港小姐選舉，進入最後五強，並獲邀加入無綫電視成為體育節目主持。及後參與不同的體育、綜藝節目及劇集，包括《體育世界》、《15/16》、《珠光寶氣》、《天與地》等。2008年加入樂壇，第一主打歌是《太空·愛漫遊》。
2011年她被《忽然一週》揭露其男友是香港男演員林韋辰，但兩人於2017年分手。
2013年1月，李思雅搬入位於尚城的一個3000呎的豪宅。

## 曾獲獎項
網球
- 2001－2004年曾做全職網球手，港隊代表（2003年代表香港參加聯會盃網球隊際賽）
- 1999年中華游樂會網球賽（學生組18歲以下單打冠軍）
- 2000 CRC Open Hard Court Tennis Championships
  - School Girls' Singles, Champion
- 2000年香港硬地網球賽冠軍
- 2000 Hong Kong National Tennis Open
  - Ladies' Doubles, Champion
- 2002年全港網球公開賽（18歲以下組）單打及雙打冠軍
- 2002 Hong Kong Tennis Series Master 18 & Under
  - Singles, Champion
- 2002 CRC Open Hard Court Tennis Championships
  - School Girls' Singles Champion
  - Ladies' Doubles, Champion
- 2003 Hong Kong National Junior Tennis Championships
  - 18 & Under Singles, Champion
  - 18 & Under Doubles, Champion
- 2003 Federation Cup Representative
- 2003 S.C.A.A. Tennis Open
  - Ladies' Doubles, Champion
  - Mixed Doubles, Champion
- 2004 Hong Kong National Tennis Open
  - Doubles, Champion
  - Mixed Doubles, Champion
  - Singles, 1st Runner up
- 2004 CRC Open Hard Court Tennis Championships
  - Mixed Doubles, Champion
  - Ladies' Doubles, Champion
- 2005 Hong Kong National Tennis Open
  - Ladies' Doubles, Champion
  - Mixed Doubles, Champion
- 2005 CRC Open Hard Court Tennis Championships
  - Mixed Doubles, 1st Runner up
- 2006 Hong Kong National Tennis Open
  - Ladies' Doubles, Champion
  - Mixed Doubles, 1st Runner up
- 2006工商機構運動會2006網球比賽女子甲組單打 冠軍
- 2007全中國新聞界網球女子單打 冠軍

高爾夫球
- 2007歡樂滿東華觀瀾湖慈善高爾夫球大賽 女子個人一桿最近洞獎 冠軍
- 2007 Super Gold Championship (Nearest to Pin) 冠軍
- 2007第九屆仁濟慈善高爾夫球賽 女子淨桿 季軍
- 2008保良局慈善高爾夫球 最遠擊球獎女子組 冠軍
- 2008 Golfers' Club GD球友會高球慈善賽 淨桿 冠軍
- 2008 Golfers' Club GD球友會高球慈善賽 最近旗桿獎女子組 冠軍

高爾夫球一桿入洞
- 2007年10月：Nine Eagles
- 2007年12月：長安高爾夫球賽

匹克球
- 2021年9月：香港匹克球公開賽女子雙打比賽(隊友：陳詠悠)[4]

## 演出經驗

### 唱歌
第一主打歌《太空·愛漫遊》（2008）

### 電視劇（無綫電視）
| 首播       | 劇名              | 角色             | 性質     |
| 2006年     | 滙通天下          | 楚楚             | 閑角     |
| 2007年     | 溏心風暴          | Cindy            | 女配角   |
| 2007年     | 歲月風雲          | 記者             | 跑龍套   |
| 2008年     | 珠光寶氣          | 宋佩嘉（Kate）   | 女配角   |
| 2010年     | 依家有喜          | 網球教練         | 客串     |
| 2011年     | 天與地            | 區海晴（Cloris） | 女配角   |
| 2012年     | 法網狙擊          | 林麗珊（Flora）  | 女配角   |
| 2014年     | 我們的天空        | Amanda           | 單元角色 |
| 2015年     | 無雙譜            | 完顏敏           | 客串     |
| 2015年     | 張保仔            | Jenny            | 閑角     |
| 2016年     | 潮流教主          | 羅曉如           | 女配角   |
| 2018年至今 | 愛·回家之開心速遞 | 陳嘉利（Kelly）  | 跑龍套   |
| 2018年至今 | 愛·回家之開心速遞 | 冰               | 客串     |
| 2020年     | 機場特警          | 總統夫人         | 客串     |
| 2021年     | 大步走            | 文笑清           | 女配角   |
| 2021年     | 刑偵日記          | 翁思雅           | 女配角   |

### 電視劇（邵氏兄弟）
- 2019年 飛虎之雷霆極戰

### 電影
- 十分愛(2007) 飾 Sally

### 綜藝節目
- 2008年北京奧運會主持
- 香港全運會主持
- 2009年：東亞運動會主持
- 體育世界
- 15/16（常與陳丹丹拍檔任助手）
- 香港全民迎聖火
- 智激校園
- 2012年倫敦奧運會主持
- 2013年：順峰順水
- 2016年里約奧運會主持
- 2017年：寵物大聯萌第三集
- 沙田龍舟競渡
- 2023年：萬眾同心公益金

## 趣聞軼事
李思雅家中飼養了不同寵物，有狗、鸚鵡和龜，閒時喜歡和寵物玩耍。
2006年11月，李思雅夥拍藝員陳豪合作雙打對戰澳門賭王何鴻燊和他的拍檔；在10月贏得香港網球公開賽的李思雅竟然落敗。賽後，李思雅承認自己有讓賽之嫌。

## 其他
法國勒芒採訪非禮事件
李思雅與另一位無綫藝員陳庭欣在2013年6月到法國勒芒採訪賽車，拍攝期間李思雅差點被劫，然後更遭一班外籍男士撫摸屁股，由於當時要拍攝有氣氛一刻，李思雅只好啞忍及強顏歡笑，直至完成拍攝才急步離開。而陳庭欣亦遭醉男攬腰。

## 外部連結
- 2005年度香港小姐競選-佳麗個人網頁
- 李思雅的国际女子网球协会官方資料（英文）
- 李思雅的國際網球總會 職業／青少年 官方資料（英文）
- Fed Cup - Player profile - Si-Nga LEE (HKG) （页面存档备份，存于）
- Si Nga Lee - Tennis Explorer （页面存档备份，存于）
- 李思雅在互联网电影资料库（IMDb）上的資料（英文）
- 李思雅的新浪微博
- 李思雅的Instagram帳戶